# Ossario austro-ungarico dell'Asinara
L'ossario austro-ungarico dell'Asinara è un ossario situato a Porto Torres.
Fu eretto nel 1936 in base alla legge n. 877 del 12-6-1931 dietro le pressioni del governo austriaco per raccogliere le spoglie dei prigionieri austro-ungarici deceduti nella colonia penale durante la guerra che fino a quel momento erano posti in delle fosse comuni. Raccoglie in tutto 7048 spoglie umane.

## L'edificio
Caratterizzato da un'architettura monumentale volutamente spoglia e severa, è situato sulle pendici del Monte Ruda, alla fine di una lunga scalinata a diversi metri dalla strada principale antistante allo Stagno Lungo. La facciata (l'edificio è progettato per essere visto solo frontalmente) è decorata con quattro croci latine di diverse dimensioni e dalla scritta in bronzo recitante «PAX - OSSARIO A·U». L'interno dell'edificio, chiuso al pubblico, è composto da un unico ambiente formato da un corridoio nel quale si affacciano 18 teche di vetro (9 per lato) contenenti le ossa dei defunti sbiancate con la calce. A decorare l'interno sono presenti tre dipinti raffiguranti Santo Stefano, La Madonna e San Giuseppe.